# Coliseo Cayetano Cañizares
El Coliseo Cayetano Cañizares es el escenario más importante del Parque Metropolitano Cayetano Cañizares, ubicado al suroccidente de la ciudad de Bogotá, capital de Colombia. 
Fue inaugurado en 1998 y actualmente cuenta con capacidad para albergar a 4000 espectadores. En este escenario se efectúan principalmente compromisos deportivos ligados con los deportes bajo techo, como el fútbol de salón y el baloncesto entre otros.
Para llegar al escenario deportivo, la vía principal de acceso es la Avenida Agoberto Mejía, que nace en la Avenida de Las Américas al occidente del Monumento a las Banderas, localizándose al sur de la central de abastecimiento de Bogotá, Corabastos.
Al coliseo también llega la ruta alimentadora del sistema TransMilenio 8.4 Corabastos, que procede de la estación Banderas.